# Josef Prokopowicz
Josef Prokopowicz (18. února 1818 Stryj – 1891 Lvov) byl rakouský státní úředník a politik z Bukoviny, v 2. polovině 19. století poslanec Říšské rady.

## Biografie
V roce 1840 absolvoval právnická a politická studia na Lvovské univerzitě. Po jeden rok pak působil na praxi u trestního soudu ve Lvově. Potom pracoval po tři roky u haličské komorní prokuratury jako konceptní praktikant. Následně působil jako asesor u magistrátu v Ternopilu a potom jako předseda magistrátu v Brzezině. Roku 1855 byl jmenován okresním hejtmanem v Kimpolungu, později zastával funkci okresního hejtmana v Kicmanu.
Roku 1861 a opět roku 1867 byl zvolen na Bukovinský zemský sněm za kurii venkovských obcí, obvod Kicman. Zemský sněm ho 28. února 1867 zvolil i do Říšské rady.